# Steatocranus
Steatocranus (Gr.: „steatos“ = Fett; „kranion“, Lat.: „cranium“ = Schädel) ist eine Gattung afrikanischer Buntbarsche (Cichlidae). Typusart der Gattung ist S. gibbiceps. 

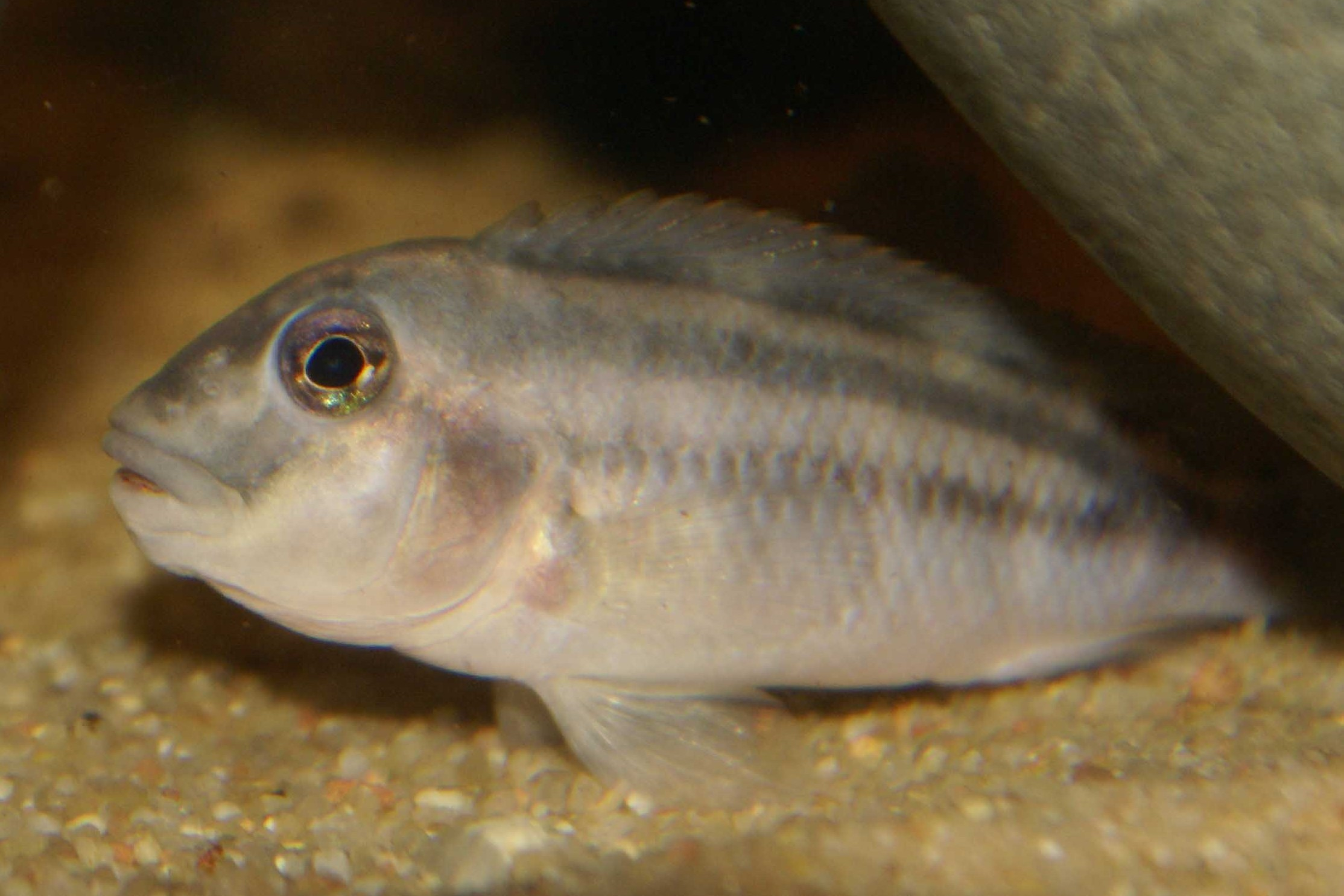
Steatocranus bleheri, Weibchen

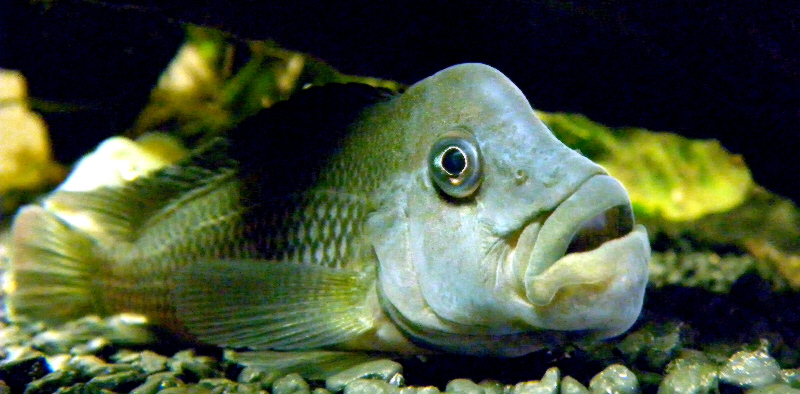
Steatocranus gibbiceps, Männchen

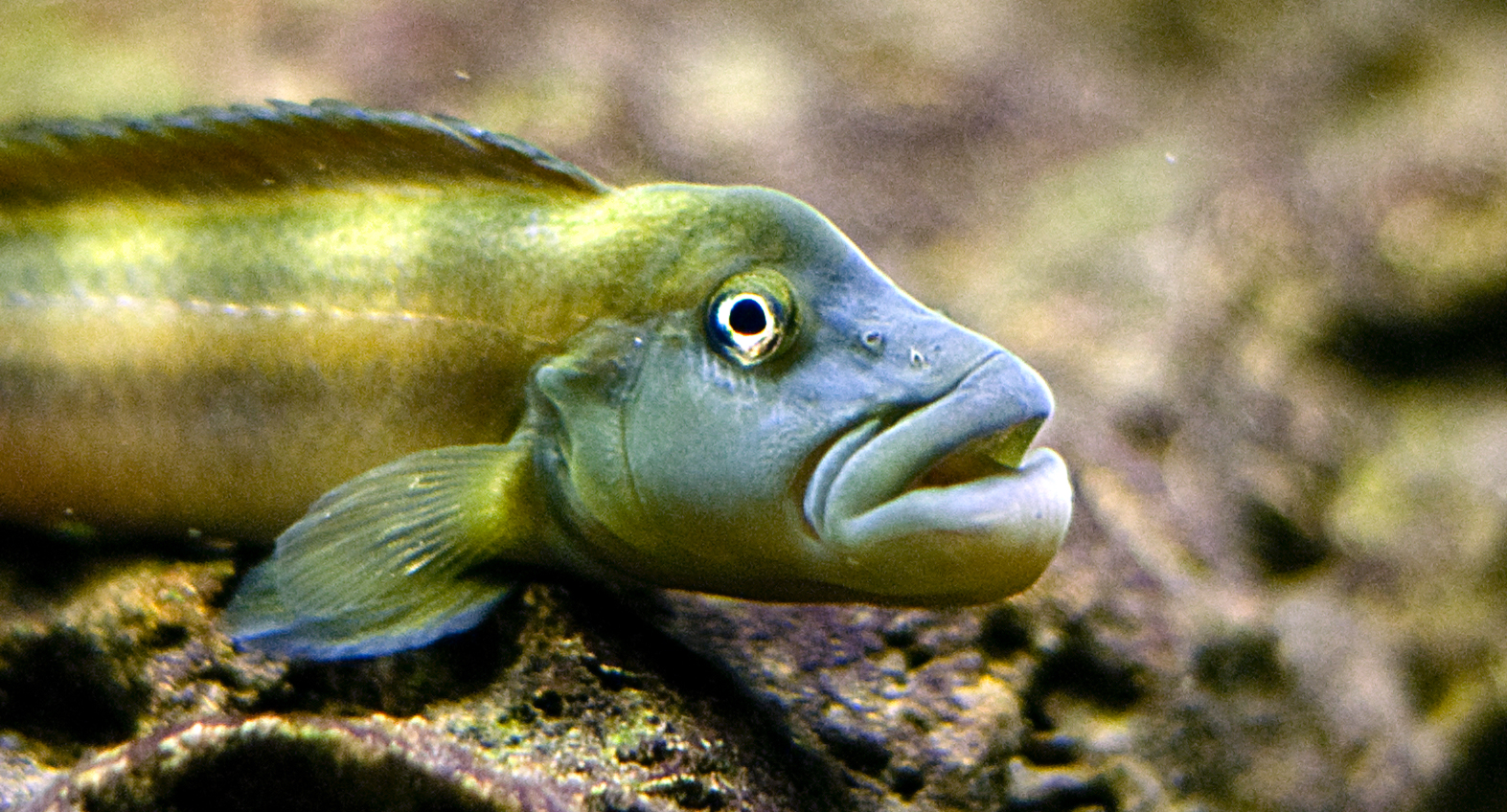
Steatocranus tinanti, Männchen

## Merkmale
Die verschiedenen Arten werden acht bis siebzehn Zentimeter lang. Ihr Körper ist zylinderförmig und seitlich nur wenig abgeflacht. Ihre Färbung ist einfarbig grau oder graubraun. Alle Arten haben eine reduzierte Schwimmblase. Diese Reduzierung ist verschieden stark ausgeprägt. Die Männchen besitzen einen ausgeprägten Stirnhöcker. Die lange Rückenflosse weist 19 bis 22 Stachelstrahlen auf, die Afterflosse 3 Hartstrahlen. In einer mittleren Längsreihe an den Körperseiten zählt man 30 bis 34 Schuppen. Alle Schuppen sind Rundschuppen. Das Maul ist dicklippig. Die Zähne in Ober- und Unterkiefer stehen in mehreren Reihen, in der äußersten Reihe zweispitzige, große Zähne, in den inneren Reihen kleine konische oder dreispitzige Zähne.

## Verbreitung
Die Arten der Gattung bewohnen Flusssystem des Kongo. Alle Arten sind bodenbewohnende, strömungsliebende (rheophile) Fische, die Stromschnellen und strömungsreichen Abschnitte der Flüsse bewohnen.

## Fortpflanzung
Steatocranus-Arten sind Höhlenbrüter, die eine Vater-Mutter-Familie bilden. Es werden 40 bis 120 weißgraue bis rotbraune ovale Eier gelegt. Die Jungfische schlüpfen nach 4 bis 6 Tagen und verlassen nach 12 bis 15 Tagen zum ersten Mal die Bruthöhle.

## Arten
- Steatocranus bleheri Meyer, 1993
- Buckelkopfbuntbarsch (Steatocranus casuarius Poll, 1939)
- Steatocranus gibbiceps Boulenger, 1899
- Steatocranus glaber Roberts & Stewart, 1976
- Steatocranus masalamasoso Ibala Zamba et al., 2022[1]
- Steatocranus mpozoensis Roberts & Stewart, 1976
- Steatocranus rouxi (Pellegrin, 1928)
- Steatocranus tinanti (Poll, 1939)
- Steatocranus ubanguiensis Roberts & Stewart, 1976
- Steatocranus sp. "Rotauge", unbeschrieben[2]

- Steatocranus sp. "Ultraslender", unbeschrieben[3]

Einige Arten werden als Aquarienfische gehalten. Die bekannteste dieser Arten ist der Buckelkopfbuntbarsch (S. casuarius).